# Eja Siepman van den Berg
Eja Siepman van den Berg (Eindhoven, 1943) is een Nederlands beeldhouwster..

## Leven en werk
Siepman van den Berg studeerde van 1962 tot 1967 bij Paul Grégoire en Piet Esser aan de Rijksakademie van beeldende kunsten in Amsterdam. Zij liet zich sterk inspireren door Charles Despiau en kan worden beschouwd als lid van de Groep van de figuratieve abstractie.
Siepman van den Berg werkt zelden aan de hand van een levend model; meestal heeft ze genoeg aan enkele foto's of een klein wasmodel. Volgens de jury van de Wilhelminaring kiest zij al decennialang, wars van stijlen en modes, nauwgezet en consequent de menselijke (vrouwelijke) figuur als haar hoofdonderwerp.

## Werken (selectie)

### Brons
- Zigzag
- Koude Steen
- Staande jongen
- Man
- Vaas
- sculptuur voor de 'Jannie Sipkesprijs', de Haarlemse cultuurprijs

### Marmer
- Staande, armen omhoog
- Tors Vrouw

## Fotogalerij

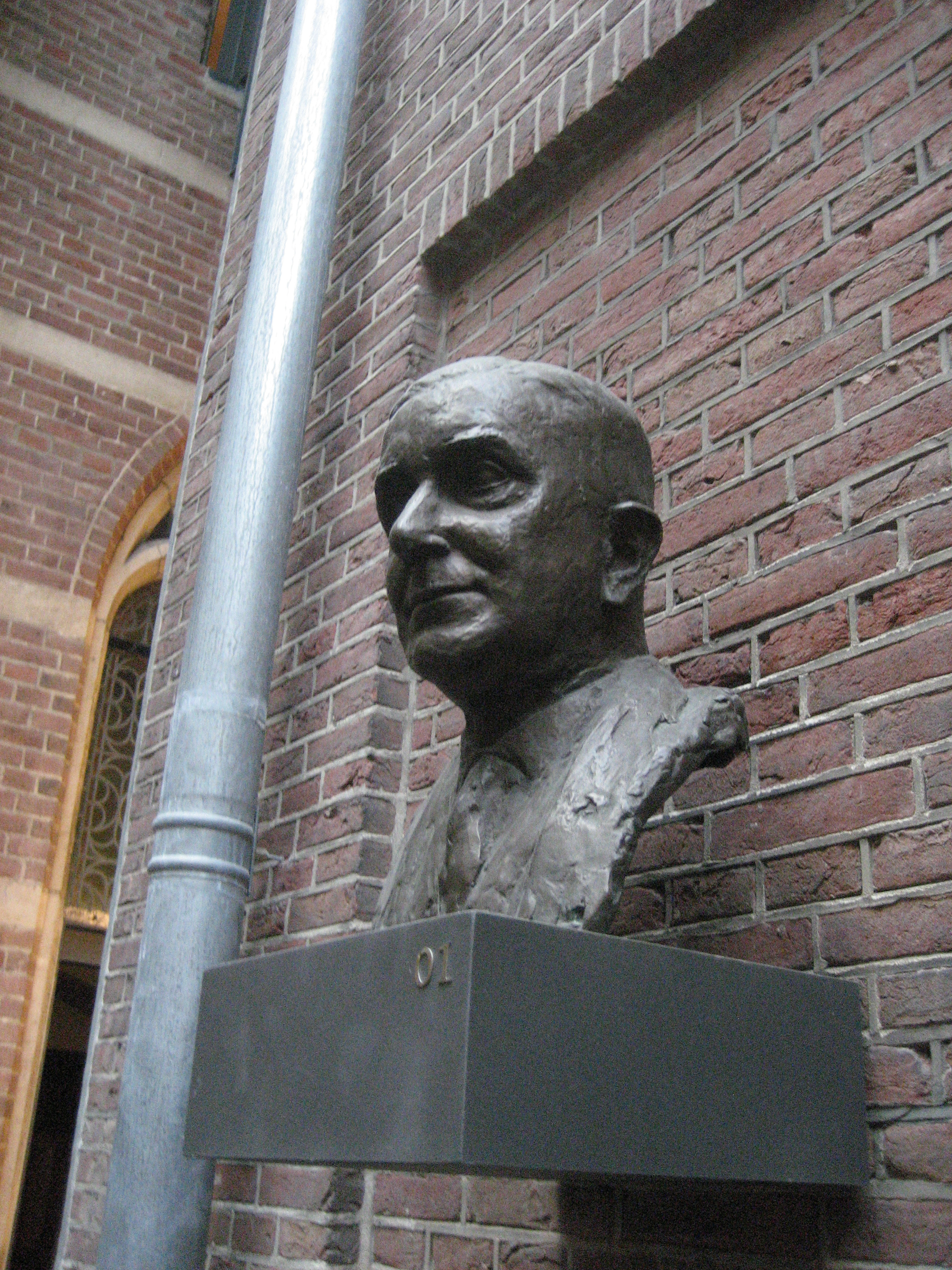
Buste van Cleveringa, Academiegebouw (Leiden) (1981)
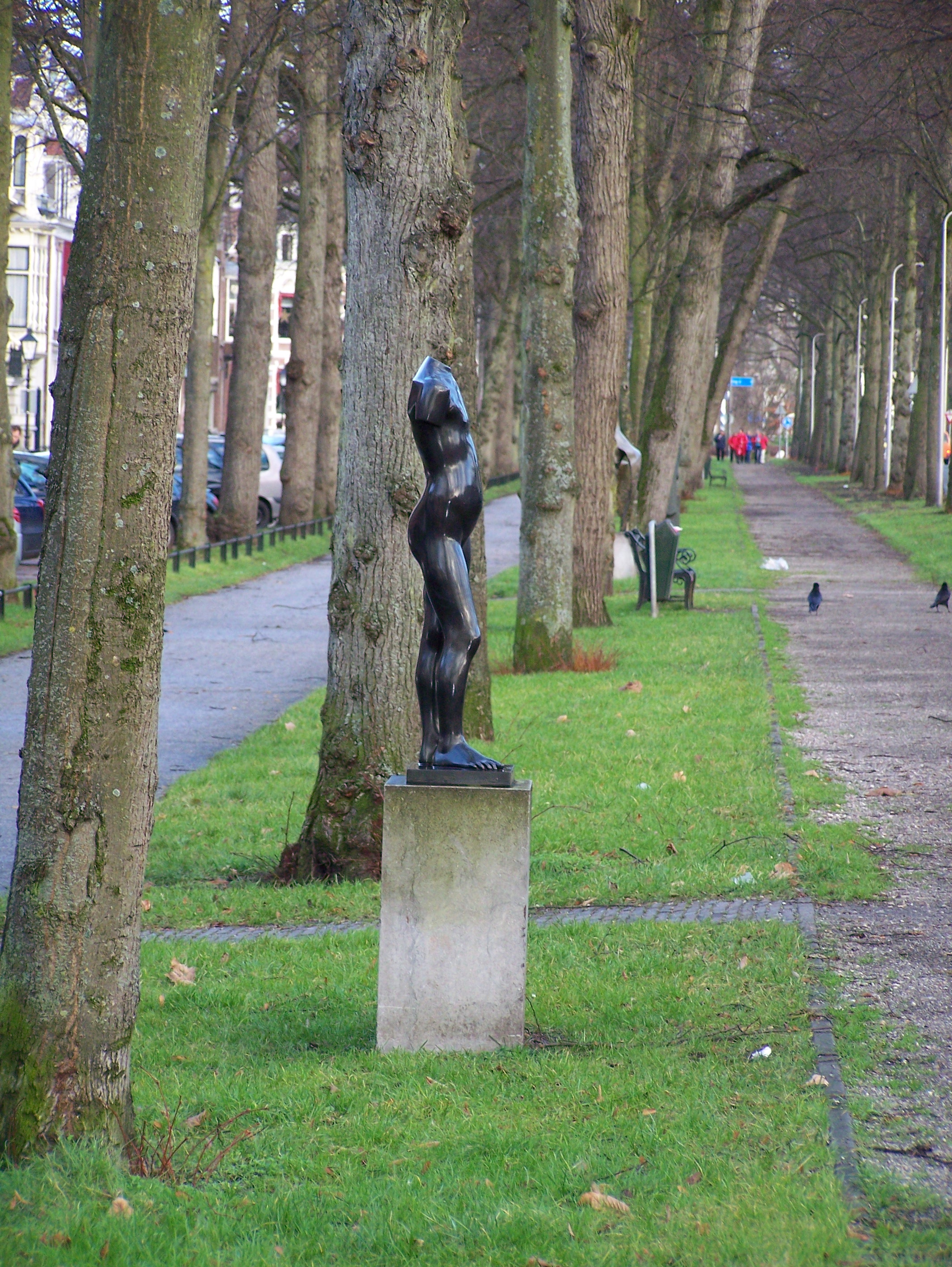
Staand Meisje (1982) Beeldenroute Maliebaan in Utrecht
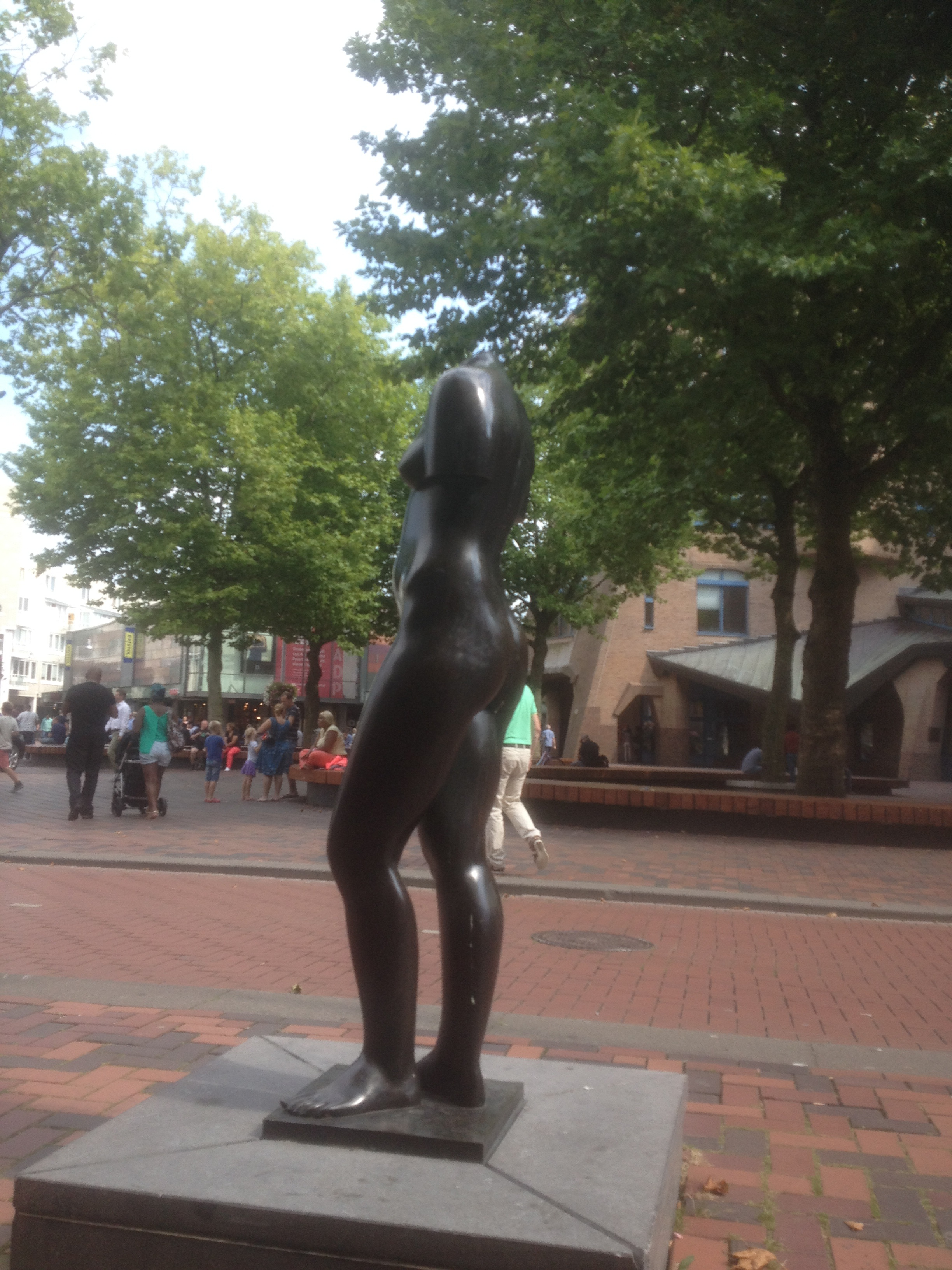
Staand naakt (1989) Bijlmerplein in Amsterdam-Zuidoost
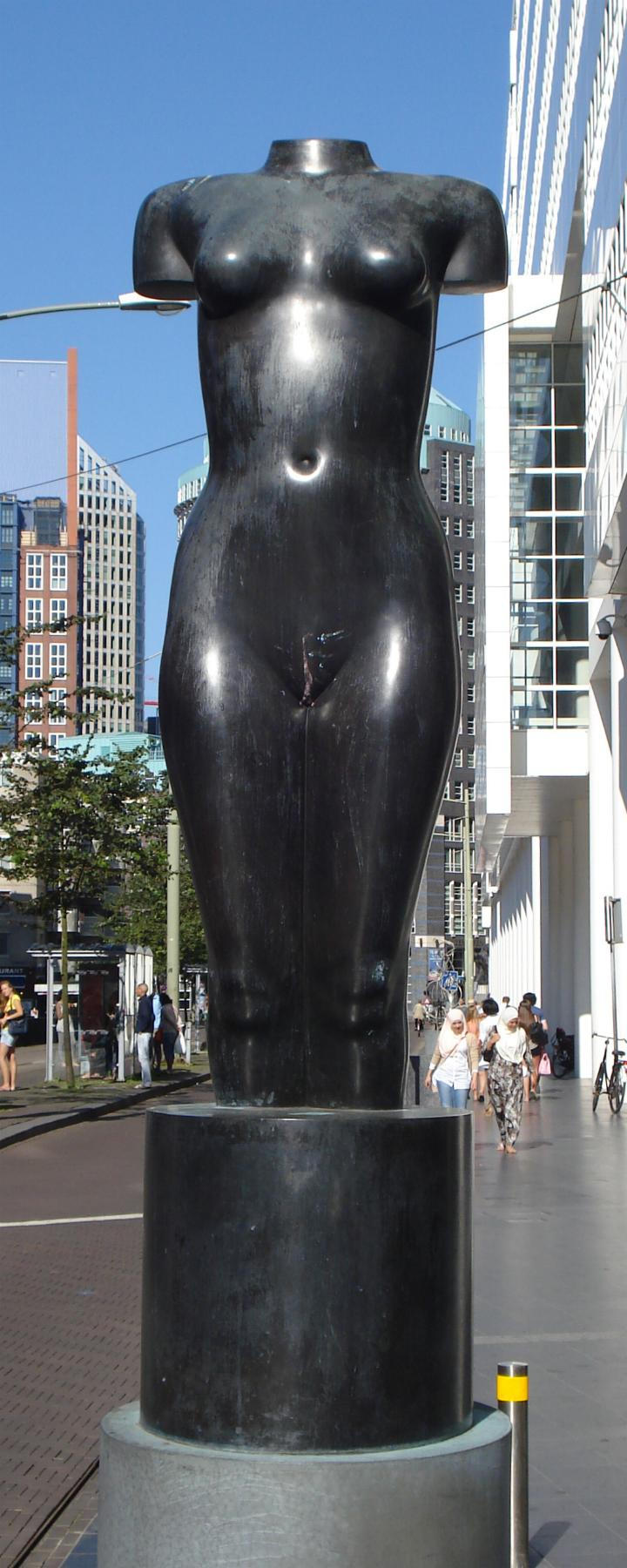
Nike (1993), Beeldengalerij P. Struycken in Den Haag
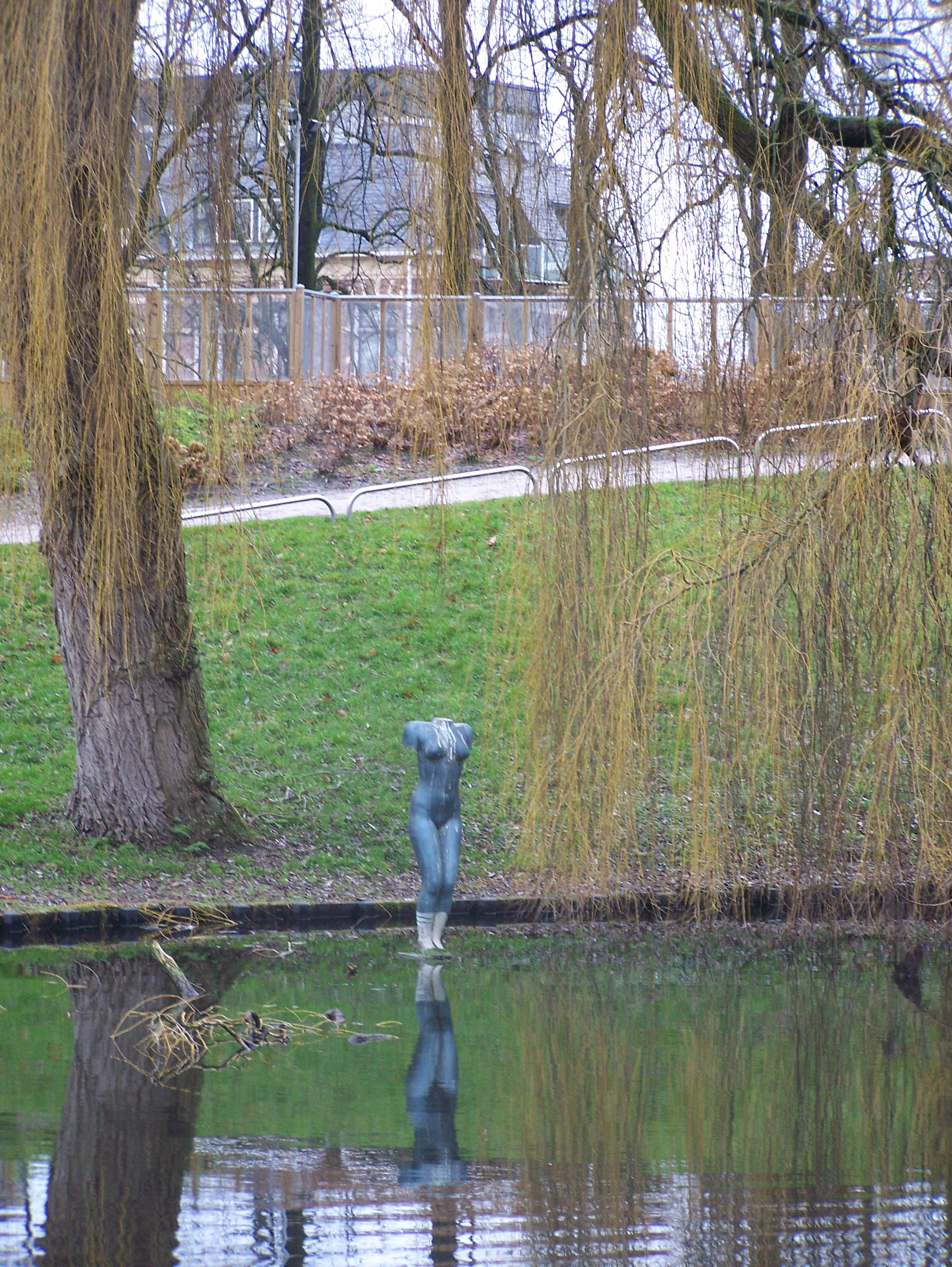
Zig Zag (1996), Prinsentuin in Leeuwarden

## Onderscheidingen
Siepman van den Berg behaalde diverse prijzen:
- 1967 Prix de Rome
- 1978 de Charlotte van Pallandtprijs
- In 1998 werd zij genomineerd voor de Wilhelminaring (nationale oeuvre-prijs voor sculptuur)
- 2017 Wilhelminaring[1]